# Sándor Hódosi
Sándor Hódosi (ur. 28 kwietnia 1966 w Budapeszcie) – węgierski kajakarz, mistrz olimpijski z Seulu w 1988, wielokrotny medalista mistrzostw świata.